# Лукашевич Лонгин Михайлович
Лонгин Лукашевич (24 лютого 1839, Тишківці — 7 липня 1882, Тернопіль) — український галицький громадський діяч, редактор. 1859 року — учень шостого класу Чернівецької гімназії, яку потім закінчив. Діяч львівської народовецької громади у 1860—70-их роках. Редактор часопису «Правда» (1867 та 1876 років) у Львові. Видання журналу було доручено Лукашевичу, асекураційному уряднику, та Іванові Микиті, судовому ад'юнкту, з ініціативи Пантелеймона Куліша.